# ماثيو كوك (رياضياتي)
ماثيو كوك (بالإنجليزية: Matthew Cook) هو رياضياتي أمريكي، ولد في 7 فبراير 1970.